# سییا کوجیما
سییا کوجیما (انگلیسی: Seiya Kojima؛ زادهٔ ۲ ژوئن ۱۹۸۹) بازیکن فوتبال اهل ژاپن است.